# 山と溪谷
『山と溪谷』（やまとけいこく）は、山と溪谷社が発行している登山専門誌（月刊誌）。毎月15日発売。通称「ヤマケイ」。

## 歴史
早稲田大学山岳部出身の川崎吉蔵が、同大学卒業直後の1930年5月に創刊した。当時は隔月刊であった。誌名は、川崎が感銘を受けた田部重治の著書『山と溪谷』に由来する。題字は親友の坂野三郎による。
1978年1月号から1年間、世界最強のクライマー、ラインホルト・メスナーが表紙を飾る。
1996年1月号特集「素顔の日本百名山」に、当時の皇太子が「山と私」と題する文章を寄稿し話題を呼ぶ。当時の編集長は「別のところでお書きになった原稿を使わせていただければ」と思っていたが、書下ろしの原稿が届いたという。
2018年8月号で通巻1,000号を達成。

## 別冊山と溪谷
- ROCK & SNOW